# Messico ai XXIII Giochi olimpici invernali
Il Messico ha partecipato ai XXIII Giochi olimpici invernali, che si sono svolti dal 9 al 28 febbraio 2018 a PyeongChang, in Corea del Sud, con una delegazione composta da quattro atleti. Il portabandiera è stato il fondista Germán Madrazo.